# Sabrina Fox
Sabrina Fox (* 26. September 1958 in München als  Sabrina Lallinger) ist eine deutsche Autorin und Moderatorin.

## Berufliches
Sabrina Fox begann ihre berufliche Laufbahn als Fotoredakteurin der Zeitschrift Bild+Funk und arbeitete anschließend selbstständig. Ab dem Jahr 1984 war sie als Moderatorin für das Fernsehen tätig, zunächst für den Bayerischen Rundfunk (BR), später auch für den Südwestfunk (SWF, Talentschuppen 1985/86) und Sat.1 (Frühstücksfernsehen 1987/88, Wahre Wunder 1990–94, Unter Einsatz ihres Lebens 1994).
1994 moderierte sie die Samstagabend-Show Traumjob des ZDF. Sechs Folgen der für je 1,2 Millionen Mark produzierten Sendung waren geplant, doch bereits nach drei Folgen wurde das Format aufgrund der geringen Publikumsresonanz eingestellt. Dieser Rückschlag führte auch zu einer Neuorientierung in ihrem Leben. Gemeinsam mit ihrem Ehemann Richard kam sie in Berührung mit Transzendentaler Meditation.
Über ihre spirituellen Erfahrungen veröffentlicht sie seit 1995 Bücher. Im Jahr 1998 begann sie ein Studium der Bildhauerei bei Jonathan Bickart. Sie war häufiger Gast in Talkshows (unter anderem NDR Talk Show, Nachtcafé, Herman und Tietjen, DAS!, Fliege, Menschen bei Maischberger) und Magazinsendungen und schrieb für die Zeitschrift Bild der Frau. Zwischen 1991 und 1999 gehörte sie dem Vorstand der Hilfsorganisation Hope e.V. an.

## Barfußgehen
Seit 2014 geht Sabrina Fox zu mindestens 80 % barfuß. Sie vergleicht die Wichtigkeit von Füßen mit der von Händen und hinterfragt die Abhängigkeit von Schuhen. Ihr Ziel ist es, den Füßen die Bewegungs- und Sinnesfreiheit zurückzugeben. Sie erzählt, dass sie, seitdem sie barfuß geht, ihren Füßen die Freiheit zurückgab, sie so wieder aufweckte und die Erkenntnis erlangte, dass man nicht immer Schuhe brauche. Sie erklärt, dass Füße nur dann Schuhe bedürfen, wenn Hände auch Handschuhe bedürfen – nämlich zum Schutz gegen Gefahr, Hitze und Kälte.

## Privates
Im September 1988 heiratete sie den US-amerikanischen Filmproduzenten Richard J. Fox und lebte mit ihm in Los Angeles. Eine gemeinsame Tochter kam 1989 zur Welt. Im Jahr 2004 wurde die Ehe geschieden; kurz danach zog Sabrina Fox wieder nach München.

## Moderationen (Auswahl)
Sabrina Fox moderierte unter anderem folgende Sendungen
- Bayernstudio (BR, 1984–1986)
- Ein schönes Wochenende (BR, 1985–1986)
- Pink (BR, 1986)
- Talentschuppen (SWF, 1985–1986)
- Ein Lied für Bergen (ARD, 1986)
- Frühstücksfernsehen (SAT1, 1987–1988)
- Wahre Wunder (SAT.1, 21. Februar 1991–1994, 1991 mit Christopher Lee, 1992–1994 mit Dietmar Schönherr)
- Traumjob, (ZDF, 13. März 1993, drei Folgen)
- Unter Einsatz ihres Lebens (SAT1, 11. Juli 1994, sieben Folgen)

## Veröffentlichungen (Auswahl)
- Endlich aufgewacht, 1995, Verlag Peter Erd (autobiographisch)
- Wie Engel uns lieben, 1997, Droemer Knaur Verlag
- Loved by Angels (englische Übersetzung von Wie Engel uns lieben), Oktober 1998, veröffentlicht in den USA, Großbritannien und Australien
- Who Can Help Me Sleep (Kinderbuch, englisch)
- Die Sehnsucht unserer Seele, Goldmann Verlag, Oktober 1999
- Auf der Suche nach Wahrheit, Goldmann Verlag, März 2001
- CD Sabrina Fox: Meine Lieder (März 2001)
- Der klitzekleine Engel, Aquamarin-Verlag, 2001, Kinderbuch, zusammen mit der Malerin „Wivica“
- Erleuchtung, Sex und Coca-Cola – Herausforderungen auf dem spirituellen Weg, Goldmann Verlag, 2004
- Mrs. Fox will wieder heim. Wie ich die Amerikaner verstehen und die Deutschen lieben lernte, Knaur, 2008
- Über das Heilen von Krisen, Droemer-Knaur, 2008
- Stolpersteine auf dem spirituellen Weg, Goldmann Verlag, Mai 2009
- Body Blessing. Der liebevolle Weg zum eigenen Körper, Ullstein Verlag, 2011
- Kein fliegender Wechsel: Jede Frau wird älter, fragt sich nur wie, Allegria Verlag, 2014
- Auf freiem Fuß, Allegria Verlag, Oktober 2015
- Wenn wir uns trennen, lernen wir uns kennen, Goldmann Verlag, November 2019